# Era hadronowa
Era hadronowa – pojęcie stosowane w kosmologii dla określenia jednej z początkowych faz rozwoju Wszechświata, następującej po erze kwarkowej, a przed erą leptonową.
Na podstawie kosmologicznego modelu rozszerzającego się Wszechświata przyjmuje się, że era ta rozpoczęła się w chwili t =10−23 s, gdy rozmiary horyzontu stały się większe od średnicy hadronu i można językiem fizyki cząstek elementarnych próbować opisywać tę epokę ewolucji Wszechświata. Głównymi składnikami materii były wówczas znajdujące się w stanie równowagi termodynamicznej, hadrony i antyhadrony, czyli cząstki oddziałujące silnie. W chwili t =10−12 s, gdy gęstość materii spada do 1025 g/cm³, a temperatura do 1015 K (odpowiada to energii równej około 100 GeV), następuje odłączenie się od siebie oddziaływań jądrowych słabych i elektromagnetycznych; od tej pory we Wszechświecie istnieją oddzielnie cztery oddziaływania fundamentalne: grawitacyjne, jądrowe silne, jądrowe słabe i elektromagnetyczne. Kolejne ważne wydarzenie ery hadronowej ma miejsce w chwili t =10−6 s, gdy gęstość wynosi 1016 g/cm³, a temperatura spada do 1013 K, czyli do wartości, przy której kwarki mogą już łączyć się w protony i neutrony oraz antyprotony i antyneutrony. Era hadronowa kończy się w chwili t =10−4 s, gdy gęstość maleje do 1014 g/cm³, a temperatura do 1012 K. Przy takiej temperaturze hadrony i antyhadrony w wyniku anihilacji ulegają prawie całkowitej zamianie w promieniowanie, a jego energia na skutek ekspansji Wszechświata przestaje być wystarczająca do tego, aby zachodziły procesy odwrotne.